# Horizontal/Vertical
Horizontal/Vertical es una película argentina dirigida por Nicolás Tuozzo  y protagonizada por Mike Amigorena, Darío Grandinetti y Rita Cortese. Fue estrenada el 22 de octubre de 2009.

## Sinopsis
En una ciudad desconocida, en un edificio a través de las ventanas se puede ver el momento exacto en el que las cosas cambian. El antes comienza a ser el después y viceversa. Y nada vuelve a ser como antes. En este universo idéntico y diferente a la vez, se ve como los personajes cambian para siempre.

## Reparto
- Mike Amigorena como Un visitante inesperado
- Damián Canduci como Daniel
- Diego Julian Castro como Diego
- Nicolás Condito como Javi
- Rita Cortese como Albita
- Ulises Dumont como Rolando
- Darío Grandinetti como Policía
- Martina Juncadella como Lucila
- Carlos Kaspar como Maguila
- Duilio Marzio como Aldo
- Marcelo Mazzarello como Vicente
- María Eugenia Meizoso como Romina
- Fernán Mirás como Ernesto
- María Onetto como Guadalupe
- Juan Palomino como Néstor
- Andrea Politti como Mariela
- Carlos Portaluppi como Pedro - Portero
- Benjamín Rojas como Juan
- Lucia Snieg como Laurita
- Diamela Viani como Musa inspiradora
- Romina Yan como Ana
- Javier van de Couter como Luis